# Qui a tué le chat ?
Pour plus de détails, voir Fiche technique et Distribution.
Qui a tué le chat ? (titre original : Il gatto) est un film franco-italien réalisé par Luigi Comencini, sorti en 1977.

## Synopsis
À la mort de leur père, Amedeo et sa sœur Ofelia héritent d'un vieil immeuble délabré dans le cœur de Rome ; un promoteur s'en porte acquéreur à condition qu'il soit vide de ses occupants. Six appartements sont encore occupés et ils se décident à employer tous les moyens pour expulser les locataires...

## Fiche technique
- Titre : Qui a tué le chat ?
- Titre original : Il gatto
- Réalisation : Luigi Comencini
- Scénario : Rodolfo Sonego, Augusto Caminito et Fulvio Marcolin
- Photographie : Ennio Guarnieri
- Montage : Nino Baragli
- Musique : Ennio Morricone
- Décors : Dante Ferretti
- Producteur : Sergio Leone
- Société de production : Rafran Cinematografica
- Sociétés de distribution : United Artists Europa, Concorde Film (Pays-Bas), Internacional Films Distribución (Espagne)
- Pays de production :  Italie,  France
- Format : couleur (Eastmancolor) — 35 mm — 1,66:1 — Son : Mono
- Genre : comédie
- Durée : 109 minutes (1 h 49)
- Dates de sortie : 
  - Italie : 11 décembre 1977
  - Allemagne de l'Ouest : 3 mars 1978
  - France : 15 mars 1978
  - Belgique : 22 juin 1978
- Affiche : Jouineau Bourduge (France)

## Distribution
- Ugo Tognazzi (VF : Jacques Deschamps) : Amedeo Pecoraro
- Mariangela Melato (VF : Béatrice Delfe) : Ofelia Pecoraro
- Michel Galabru : le commissaire Francisci
- Dalila Di Lazzaro : Wanda Yukovich
- Philippe Leroy : Don Pezzolla, le prêtre
- Jean Martin : Legrand
- Mario Brega : tueur barbu
- Aldo Reggiani : Salvatore
- Adriana Innocenti : la princesse
- Armando Brancia : le chef de la police
- Pino Patti : le concierge
- Fabio Gamma : le gangster
- Franco Santelli : le brigadier
- Raffaele Curi et Matteo Spinola : les journalistes TV
- Lino Fuggetta : M. Tiberini
- Nerina Di Lazzaro : Mme Tiberini
- Amedeo Matacena : Garofalo
- Emilio Buonocore : le petit tueur
- Bruno Gambarotta : l'avocat
- Vittorio Zarfati : un témoin au procès

### Revue de presse
- Jean Antoine Gili, « Qui a tué le chat ? » Écran 78 no 68, Editions de l'Atalante, Paris, 15 avril 1978, p. 48-49